# 추귀정
추귀정(秋貴貞, 1969년 6월 25일 ~ )은 대한민국의 배우이다.

## 학력
- 동명여자고등학교
- 한양대학교 연극영화학과

## 출연작

### 영화
- 《헐리우드 키드의 생애》 (1994년)
- 《어린 연인》 (1994년) - 여선생 2 역
- 《학생부군신위》 (1996년)
- 《미스터 콘돔》 (1997년) - 시노 역
- 《산부인과》 (1997년) - 박희영 역
- 《마지막 방위》 (1997년) - 광정 마누라 역
- 《행복한 장의사》 (2000년) - 철구 부인 역
- 《킬리만자로》 (2000년) - 영란 역
- 《비천무》 (2000년) - 설리 모 역
- 《선물》 (2001년) - 황 PD 처 역
- 《오아시스》 (2002년) - 종일 처 역
- 《사이에 두고》 (2002년)
- 《가족》 (2004년) - 미장원 주인 역
- 《귀여워》 (2004년) - 수리점 아내 역
- 《흡혈형사 나도열》 (2006년)
- 《즐거운 인생》 (2007년) - 성욱 처 역
- 《궁녀》 (2007년) - 엄상궁 역
- 《강철중: 공공의 적 1-1》 (2008년) - 원술 아내 역
- 《11》 (2008년) - 오명숙 역
- 《그녀들의 방》 (2009년) - 가영 역
- 《지금, 이대로가 좋아요》 (2009년) - 혜숙 역
- 《물 좀 주소》 (2009년) - 정원선 처 역
- 《낙원 - 파라다이스》 (2009년) - 방희 역
- 《짐승》 (2011년) - 푸들 아줌마 역
- 《오직 그대만》 (2011년) - 정화 모 역
- 《가시》 (2012년) - 연수 역
- 《공정사회》 (2014년) - 피해자 역
- 《무뢰한》 (2015년) - 묘령의 여인 역
- 《검사외전》 (2016년) - 하나 모 역
- 《섬. 사라진 사람들》 (2016년) - 범죄심리학자 역
- 《그랜드파더》 (2016년) - 경미 역
- 《아기와 나》 (2017년) - 첫째 이모 역
- 《괴물들》 (2018년) - 재영 모 역
- 《증인》 (2019년) - 여자의사 역
- 《여타짜》 (2021년) - 엄마 역

### 드라마
- 2006년 KBS2 단막극 《KBS 드라마시티 - 내 인생의 일춘기》 ... 정옥림 역
- 2007년 KBS2 단막극 《KBS 드라마시티 - 쉘 위 밸리댄스?》 ... 유현미 역
- 2009년 MBC 수목 미니시리즈 《트리플》
- 2010년 SBS 드라마스페셜 《나쁜 남자》 ... 집사 역
- 2012년 MBC 수목 특별기획 드라마 《해를 품은 달》 ... 조 상궁 역
- 2014년 SBS 월화드라마 《닥터 이방인》 ... 김은희 역
- 2014년 tvN 월화 미니시리즈 《마이 시크릿 호텔》 ... 이정숙 역
- 2015년 SBS 드라마스페셜 《마을 - 아치아라의 비밀》
- 2016년 MBC 주말연속극 《가화만사성》
- 2016년 tvN 금토 미니시리즈 《굿 와이프》 ... 김희애 판사 역
- 2017년 KBS2 수목 미니시리즈 《추리의 여왕》
- 2017년 KBS2 월화 미니시리즈 《학교 2017》 ... 김희찬의 어머니 역
- 2017년 MBC 토요 특별기획 드라마 《돈꽃》 ... 배점선 역
- 2018년 SBS 아침 일일연속극 《강남 스캔들》 ... 오금희 역
- 2019년 tvN 수목 미니시리즈 《검색어를 입력하세요 WWW》
- 2020년 SBS 아침 일일연속극 《맛 좀 보실래요》 ... 식당주인 역
- 2022년 ENA 수목 미니시리즈 《이상한 변호사 우영우》 ... 최성숙 역
- 2022년 TV조선 주말미니시리즈 《빨간풍선》
- 2023년 채널 A 월화 미니시리즈 《가면의 여왕》 ... 길만옥 역

### 연극
- 《그 여자 이순례》
- 《매직타임》
- 《해가 지고 달이 뜨고》
- 《박수칠때 떠나라》
- 《프루프》
- 《너와 함께라면》
- 《리어외전》